# Хлодвіг II
Хлодвіг II (637 — 27 листопад 657 або 658) — король Нейстрії та Бургундії з франкської династії Меровінгів, син Дагоберта I, один із перших лінивих королів.
Коли батько помер 639 року, Хлодвігу було тільки два. Він успадкував Нейстрію та Бургундію, тоді як його брату Сігіберту III ще 634 року дісталася Австразія. Спочатку ним опікувалася матір Нантільд, але вона померла у 642 році. Хлодвіг потрапив під вплив могутніх магнатів, які більше піклувалися про власні інтереси.
Дружина Хлодвіга, Балтільда, була англо-саксонського роду. Її продали в рабство в Галлію. Мажордом Хлодвіга Ерхіноальд віддав її королю, сподіваючись на його ласку. Вона народила трьох синів, кожен з яких став після її смерті королем. Найстарший, Хлотар III став спадкоємцем батька, Хільдерік II зійшов на трон Австразії зусиллями Еброїна. Наймолодший, Теодоріх III успадкував від Хільдеріка Нейстрію й зрештою став єдиним королем франків.
Упродовж майже всього свого королювання, Хлодвіг залишався неповнолітнім. Іноді його називають королем Австразії в 657—658, коли трон узурпував Хільдеберт Усиновлений.
Хлодвіга поховано в базиліці Сен-Дені в Парижі.